# Arichanna flavinigra
Arichanna flavinigra är en fjärilsart som beskrevs av George Francis Hampson 1907. Arichanna flavinigra ingår i släktet Arichanna och familjen mätare. Inga underarter finns listade i Catalogue of Life.